# Città della Corea del Sud
Lista di città della Corea del Sud con popolazione superiore a 40.000 abitanti:

## A
- Andong
- Ansan
- Anseong
- Anyang
- Asan

## B
- Boryeong
- Bucheon
- Busan

## C
- Changwon
- Cheonan
- Cheongju
- Chuncheon
- Chungju

## D
- Daegu
- Daejeon
- Dangjin
- Dongducheon
- Donghae

## G
- Gangneung
- Geoje
- Gimcheon
- Gimhae
- Gimje
- Gimpo
- Gongju
- Goyang
- Gumi
- Gunpo
- Gunsan
- Guri
- Gwacheon
- Gwangju
- Gwangmyeong
- Gwangyang
- Gyeongju
- Gyeongsan
- Gyeryong

## H
- Hanam
- Hwaseong

## I
- Icheon
- Iksan
- Incheon

## J
- Jecheon
- Jeongeup
- Jeonju
- Jeju
- Jinju

## M
- Miryang
- Mokpo
- Mungyeong

## N
- Naju
- Namyangju
- Namwon
- Nonsan

## O
- Osan

## P
- Paju
- Pocheon
- Pohang
- Pyeongtaek

## S
- Sacheon
- Sangju
- Samcheok
- Sejong
- Seogwipo
- Seongnam
- Seosan
- Seul
- Siheung
- Sokcho
- Suncheon
- Suwon

## T
- Taebaek
- Tongyeong

## U
- Uijeongbu
- Uiwang
- Ulsan

## W
- Wonju

## Y
- Yangju
- Yangsan
- Yeoju
- Yeongcheon
- Yeongju
- Yeosu
- Yongin